# Вольф, Эгон
Эгон Рауль Вольф Гроблер (исп. Egon Raúl Wolff Grobler; 13 апреля 1926, Сантьяго, Чили — 2 ноября 2016, там же) — чилийский писатель
, поэт, драматург, педагог. Писал на испанском языке. Действительный член Чилийской академии языка (1983).

## Биография
Родился в семье немецких иммигрантов среднего достатка. В детстве, страдая из-за плохого здоровья, обратился к чтению классиков мировой литературы. В возрасте 16 лет написал свой первый роман «El Ocaso» («Закат»).
Образование получил в Католическом университете Чили и по программе Фулбрайта в Йельском университете в США.
С 1979 года был профессором Театральной школы Католического университета Чили. В 1983 году стал действительным членом Чилийской академии языка (исп. Academia Chilena de la Lengua).

## Творчество
Автор психологических драм, пользующихся большим успехом в стране. У Вольфа был уникальный и выразительный литературный стиль, полный шаблонов и неожиданных поворотов. Работы Вольфа тяготеют к социальному неореализму, в котором автор изображает, казалось бы, сложное поведение и конфликты между людьми, в конечном итоге уступающие силам их окружения. Его работы содержит социальные, политические и экзистенциальные темы, такие как конфликт между социальными классами и между разными группами поколений; моральное разложение и упадок определенных социальных групп. Его работы также затрагивают негативное влияние социальных условностей на существование людей.
Первая пьеса «Обитель сов» (1958, труппа Общества театральных авторов Чили в Сантьяго и Университетский театр в Консепсьоне) рассказывает о лицемерии буржуазного воспитания, внушающего подросткам неправильные представления о любви и семейной жизни. В пьесе «Ученики страха» (1958, Экспериментальный театр) Э. Вольф критикует современное буржуазное общество, страсть к наживе, искажающую подлинную ценность жизни.

## Избранные произведения
- Mansión de lechuzas (1957)
- Discípulos del miedo (1958)
- Parejas de trapo (1959)
- Niñamadre (1961)
- El signo de Caín (1958, 1969)
- Los invasores (1963)
- Бумажные цветы / Flores de papel (1970)
- Детский сад / Kindergarten (1977)
- Espejismos (1978)
- Álamos en la azotea (1981)
- El sobre Azul (1983)
- La balsa de la Medusa (1984)
- Háblame de Laura (1985)
- Invitación a comer (1993)
- Cicatrices (1994)
- Claroscuro (1995)
- Encrucijada (2000)
- Tras una puerta cerrada (2000)

Произведения автора переведены на 19 языков и ставились примерно в тридцати странах мира.

## Награды
- Несколько раз получал Premio Municipal de Teatro (Муниципальная театральная премия).
- Награждён первой прремией в конкурсе экспериментальных театров Чилийского университета «Parejas de Trapo» (1959)
- В 1970 году получил первую премию на кубинском конкурсе Дом Америк.
- В 2013 году был награждён Национальной премией Чили в области исполнительского и аудиовизуального искусства.